# Wahlkreis Dresden 7 (2014–2019)
Der Wahlkreis Dresden 7 (Wahlkreis 47) war ein Landtagswahlkreis in Sachsen.
Er war einer von sieben Dresdner Landtagswahlkreisen und umfasste den gesamten Stadtbezirk Pieschen, vom Stadtbezirk Altstadt die Stadtteile Friedrichstadt und Wilsdruffer Vorstadt/Seevorstadt-West und vom Stadtbezirk Cotta den Stadtteil Cotta mit Friedrichstadt-Südwest. Bei der Landtagswahl im Jahr 2019 waren 63.578 Einwohner wahlberechtigt.
Der Wahlkreis wurde erstmals für die Landtagswahl 2014 gebildet. Sein Gebiet wurde bei der Neugliederung der Wahlkreise im Jahr 2023 auf die Wahlkreise Dresden 1 (Wahlkreis 40), Dresden 6 (Wahlkreis 45) und mit einem kleinen Teil auf den neuen Wahlkreis Dresden 7 (Wahlkreis 46) aufgeteilt.

## Wahlergebnisse

### Landtagswahl 2019
Vorläufiges Ergebnis der Landtagswahl am 1. September 2019 im Wahlkreis 47 – Dresden 7:
(Ergebnisse in Prozent)
| Direktkandidat      | Partei               | Direktstimmen | Listenstimmen |
| ------------------- | -------------------- | ------------- | ------------- |
| Barbara Klepsch     | CDU                  | 25,3          | 23,4          |
| Uta Gensichen       | Die Linke            | 14,6          | 13,1          |
| Vincent Drews       | SPD                  | 7,8           | 8,4           |
| Hans-Jürgen Zickler | AfD                  | 21,7          | 20,3          |
| Susanne Krause      | GRÜNE                | 19,2          | 17,5          |
| –                   | NPD                  | –             | 0,4           |
| Stefan Schubert     | FDP                  | 5,7           | 5,7           |
| –                   | Freie Wähler         | –             | 3,2           |
| –                   | Tierschutz           | –             | 1,6           |
| –                   | Piraten              | –             | 0,8           |
| Robert Küttner      | Die PARTEI           | 5,0           | 3,2           |
| Boris Heider        | BüSo                 | 0,7           | 0,2           |
| –                   | ADPM                 | –             | 0,2           |
| –                   | Blaue #TeamPetry     | –             | 0,3           |
| –                   | KPD                  | –             | 0,1           |
| –                   | ÖDP                  | –             | 0,5           |
| –                   | Die Humanisten       | –             | 0,4           |
| –                   | PDV                  | –             | 0,1           |
| –                   | Gesundheitsforschung | –             | 0,6           |

| Wahlberechtigte | 63.578 |
| Wahlbeteiligung | 67,3 % |

### Landtagswahl 2014
Amtliches Endergebnis der Landtagswahl am 31. August 2014 im Wahlkreis 47 – Dresden 7:
(Ergebnisse in Prozent)
| Direktkandidat    | Partei          | Direktstimmen | Listenstimmen |
| ----------------- | --------------- | ------------- | ------------- |
| Markus Ulbig      | CDU             | 33,4          | 31,8          |
| Edith Franke      | Die Linke       | 24,6          | 20,2          |
| Richard Kaniewski | SPD             | 12,7          | 13,2          |
| Carsten Biesok    | FDP             | 3,2           | 3,4           |
| Eva Jähnigen      | GRÜNE           | 12,6          | 10,5          |
| Holger Szymanski  | NPD             | 5,0           | 3,7           |
| –                 | Tierschutz      | –             | 1,7           |
| Annica Peter      | Piraten         | 4,0           | 2,5           |
| Marco Hebestadt   | BüSo            | 0,9           | 0,3           |
| –                 | DSU             | –             | 0,2           |
| –                 | AfD             | –             | 8,7           |
| –                 | pro Deutschland | –             | 0,2           |
| Heiko Petzold     | Freie Wähler    | 3,7           | 1,7           |
| –                 | Die PARTEI      | –             | 2,0           |

| Wahlberechtigte | 62.501 |
| Wahlbeteiligung | 51,0 % |